# غانينغ إس. بيدفورد
غانينغ إس. بيدفورد (بالإنجليزية: Gunning S. Bedford)‏ هو طبيب توليد ‏ أمريكي، ولد في 1806، وتوفي في 5 سبتمبر 1870.